# Polystichum imbricans
Polystichum imbricans är en träjonväxtart. Polystichum imbricans ingår i släktet Polystichum och familjen Dryopteridaceae.

## Underarter
Arten delas in i följande underarter:
- P. i. curtum
- P. i. imbricans